# Kyodo Newas Service
Kyodo Newas Service (KNS) er et japansk nyhedsbureau, beliggende i hovedstaden Tokyo.